# Họ Bách tán
Họ Bách tán (danh pháp khoa học: Araucariaceae) là một họ rất cổ trong số các nhóm thực vật quả nón. Họ này đạt tới sự đa dạng lớn nhất trong kỷ Jura và kỷ Phấn trắng, khi mà chúng có mặt gần như khắp mọi nơi trên toàn thế giới, nhưng chủ yếu là trên siêu lục địa Gondwana. Chúng có lẽ là một trong những nguồn thức ăn quan trọng cho nhiều loài khủng long. Vào cuối kỷ Phấn trắng, khi khủng long bị tuyệt chủng thì điều tương tự cũng diễn ra với họ Araucariaceae ở Bắc bán cầu. Phấn của họ Araucariaceae bao gồm tới 40 tế bào sinh dưỡng, thay vì chỉ là 2 (phần lớn các họ khác trong bộ Thông), 4 ở họ Thông hay 10 ở họ Kim giao.
Ngày nay, họ này còn 3 chi với khoảng 41 loài, bao gồm Agathis, Araucaria và Wollemia, tất cả đều là hậu duệ của hệ thực vật Nam Cực và phân bổ chủ yếu tại Nam bán cầu. Sự đa dạng lớn nhất ngày nay của họ này nằm ở New Caledonia (18 loài), với các loài khác có mặt tại miền nam Nam Mỹ, New Zealand, Australia và Malesia. Tại khu vực Malesia thì chi Agathis còn kéo dài thêm một khoảng ngắn lên tới Bắc bán cầu, đạt tới vĩ độ 18° bắc ở Philippines. Tất cả các loài đều là cây thân gỗ với lá thường xanh, thông thường với một thân cây to mập và các cành mọc thành vòng xoắn cách đều. Một số loài là các cây cảnh rất phổ biến trong các khu vườn thuộc khu vực cận nhiệt đới, và một số loài là các loại cây lấy gỗ quan trọng, với gỗ có chất lượng cao. Một số loài có hạt có thể ăn được tương tự như các loại hạt thông và một số loài khác sản sinh ra nhựa và hổ phách có giá trị. Trong các cánh rừng mà chúng có mặt thì chúng là các loài cây vượt cao hơn cả, thông thường là các loài to lớn nhất. Cao lớn nhất là Araucaria hunsteinii, được thông báo là cao tới 89 m tại New Guinea, với một số loài khác cao tới 50–65 m.
Gỗ hóa đá của rừng hóa đá nổi tiếng ở phía đông Holbrook, Arizona là các hóa thạch của các loài trong họ Araucariaceae. Trong thời kỳ Thượng (Hậu) Trias thì khu vực này có khí hậu ẩm ướt và ôn hòa. Các cây đã bị cuốn đi từ nơi chúng mọc trong các trận lũ lụt theo mùa và tích tụ trên các bãi đất lầy vùng châu thổ đầy cát, tại đây chúng bị vùi lấp bởi phù sa và các lớp tro núi lửa theo chu kỳ và gỗ đã bị khoáng hóa. Các cây hóa thạch chủ yếu thuộc về 3 loài trong họ Araucariaceae, phổ biến nhất là Araucarioxylon arizonicum. Một số đoạn của thân cây đại diện cho các cây to lớn cho thấy chúng có thể cao trên 50 m khi còn sống.

## Các chi và loài
Họ này hiện còn 3 chi với khoảng 41 loài:
- Chi Thông kauri (Agathis) có 21 loài:
  - Agathis atropurpurea - Queensland, Australia
  - Agathis australis - Thông caori, các đảo phía bắc New Zealand.
  - Agathis borneensis - miền tây Malaysia
  - Agathis corbasonii - New Caledonia
  - Agathis dammara (đồng nghĩa A. celebica) - miền đông Malaysia
  - Agathis endertii - Borneo
  - Agathis flavescens - Borneo
  - Agathis kinabaluensis - Borneo
  - Agathis labilliardieri - New Guinea
  - Agathis lanceolata - New Caledonia
  - Agathis lenticula - Borneo
  - Agathis macrophylla (đồng nghĩa A. vitiensis) - Fiji, Vanuatu
  - Agathis microstachya - Queensland, Australia
  - Agathis montana - New Caledonia
  - Agathis moorei - New Caledonia
  - Agathis orbicula - Borneo
  - Agathis ovata - New Caledonia
  - Agathis philippinensis - Philippines, Sulawesi
  - Agathis robusta - Queensland, Australia; New Guinea
  - Agathis silbae - Vanuatu
  - Agathis spathulata - New Guinea
- Chi Bách tán (Araucaria) có 19 loài:
  - Araucaria angustifolia - Bách tán Brasil, đông nam Brasil, đông bắc Argentina.
  - Araucaria araucana - Bách tán Chile, miền trung Chile và miền tây Argentina.
  - Araucaria bernieri - New Caledonia
  - Araucaria bidwillii - miền đông Australia
  - Araucaria biramulata - New Caledonia
  - Araucaria columnaris - New Caledonia
  - Araucaria cunninghamii - miền đông Australia, New Guinea
  - Araucaria heterophylla - Tùng bách tán, Thông Norfolk, Tùng tầng, Vương tùng, đảo Norfolk.
  - Araucaria humboldtensis - New Caledonia
  - Araucaria hunsteinii - New Guinea
  - Araucaria laubenfelsii - New Caledonia
  - Araucaria luxurians - New Caledonia
  - Araucaria montana - New Caledonia
  - Araucaria muelleri - New Caledonia
  - Araucaria nemorosa - New Caledonia
  - Araucaria rulei - New Caledonia
  - Araucaria schmidii - New Caledonia
  - Araucaria scopulorum - New Caledonia
  - Araucaria subulata - New Caledonia
- Chi Wollemia có 1 loài là:
  - Wollemia nobilis - Thông Wollemia, có tại các rừng mưa ôn đới ở New South Wales, Australia. Hiện nay chỉ còn khoảng 100 cây, vì thế đây là loài cực kỳ nguy cấp.